# فرودگاه فلورنس‌ویله
فرودگاه فلورنس‌ویله (به انگلیسی: Florenceville Airport) یک فرودگاه خصوصی است که یک باند فرود آسفالت دارد و طول باند آن ۱۶۴۶ متر است. این فرودگاه در کشور ایالات متحده آمریکا قرار دارد و در ارتفاع ۱۵۵ متری از سطح دریا واقع شده است.